# Общество для пособия нуждающимся студентам

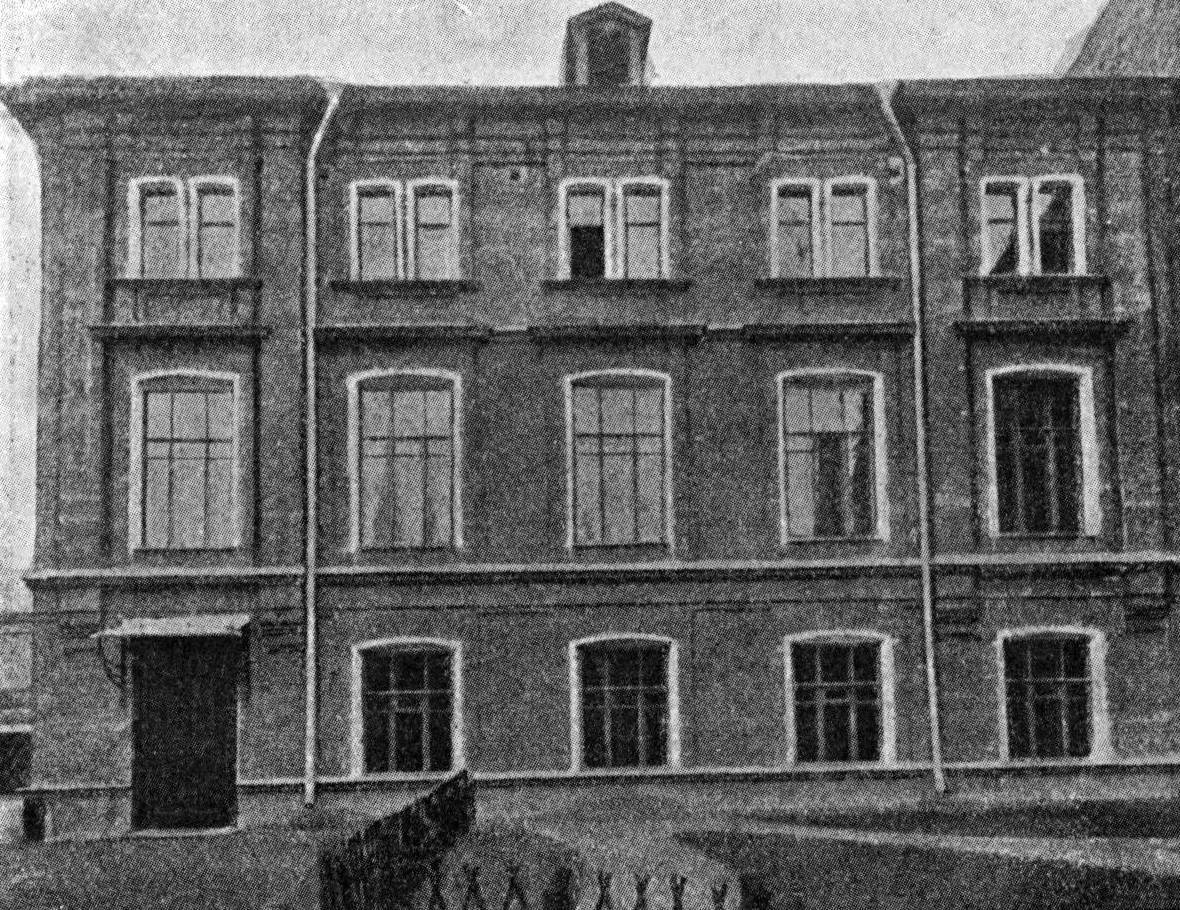
Дом студенческой столовой общества пособия нуждающимся студентам на Малой Бронной, освящённый 21 сентября 1903 года (по ст. стилю)

Общество для пособия нуждающимся студентам — благотворительное общество при Императорском Московском университете, основанное в 1874 году и осуществлявшее деятельность до 1917 года.

## История
Организатором общества и первым председателем Комитета, избранным на первом собрании общества был Иван Иванович Красовский. Изначально бесплатный характер обучения в Московском университете, а также «казённое» содержание части его воспитанников, предусмотренные ещё «Проектом об учреждении Московского университета» (1755), обеспечивали традиционно высокий процент разночинцев в составе университетского студенчества. Однако введение в 1841 году платы за обучение и отказ от содержания «казённых квартир» (1858) существенно ограничили возможности получения высшего образования для малообеспеченных слоёв населения. По данным инспекции Московского университета, после очередного повышения (в 2 раза) платы за слушание лекций в 1888 взнос её стал затруднительным более чем для половины студентов, поэтому, как отмечали общественные деятели конца XIX века, «не будь посторонней, частной благотворительной помощи… большинство студентов должно бы было быть уволенными из старейшего из русских университетов».
Пожертвования на содержание университетских воспитанников всегда были одним из наиболее распространённых видов «вспомоществования» университетам со стороны русского общества, а во 2-й половине XIX века эта деятельность приобрела новые формы организации в виде благотворительных комитетов или обществ. Помимо Москвы, такие общества в поддержку университетского студенчества возникли в начале 1870-х гг. при Казанском и Санкт-Петербургском университетах.
Согласно Уставу, общество ставило целью «доставление бедным студентам Московского университета средств к существованию в Москве для окончания университетского образования». Средства складывались из членских взносов, единовременных пожертвований, сборов с устраиваемых обществом концертов и лекций, а также сборов по подписным листам во время университетских торжеств.
Число действительных членов общества (вносивших ежегодные членские взносы в размере 10 рублей) выросло за 30 лет более чем в 3 раза: с 200 чел. в 1880-е гг. до 645 чел. в 1913 году.
В члены общества вступали многие университетские профессора и преподаватели (П. Н. Милюков, В. О. Ключевский, А. А. Кизеветтер, С. А. Муромцев и др.), известные государственные и общественные деятели, предприниматели и представители художественной интеллигенции, а также рядовые граждане — учителя, врачи, юристы, приказчики. Известные учёные Московского университета — В. С. Соловьёв, Н. Я. Грот, И. М. Сеченов, Н. Ф. Филатов, М. А. Мензибр, К. А. Тимирязев, А. Г. Столетов — в разные годы читали публичные лекции в пользу общества, которые организовывали Политехнический или Исторический музеи.
Почётными членами общества на общих собраниях избирались лица, оказавшие ему особые услуги или сделавшие значительные пожертвования. В разные годы ими были предприниматели, издатели, меценаты, деятели искусства:
Д. Н. Анучин,
Ю. И. Базанова,
Н. А. Зверев,
Д. Н. Зернов,
Л. К. Зубалов,
Н. И. Кареев,
В. П. Кельх,
М. Г. Комиссаров,
Ф. А. Корш,
С. В. Лепёшкин,
М. И. Ляпин,
С. Т. Морозов,
В. А. Морозова,
А. С. Посников,
Н. Г. Рубинштейн,
Л. В. Собинов
В. М. Соболевский,
К. Т. Солдатёнков,
Н. Д. Стахеев,
А. Н. Стрекалова,
С. М. Третьяков и др.
Предприниматель, издатель и коллекционер Солдатёнков  (один из учредителей общества) в течение 26 лет ежегодно вносил в кассу общества по 300 рублей, а по завещанию передал 20 тыс. рублей на взнос платы за слушание лекций «недостаточными студентами» и 65 тыс. рублей на учреждение 8 стипендий, по две на каждом факультете. На средства купца Лепёшкина при университете было построено два общежития. Среди крупных жертвователей общества выделялась жена иркутского золотопромышленника Базанова, чей денежный вклад в фонды общества только за 1897 (год 25-летнего юбилея общества) составил 147 тыс. рублей. Выпускник университета, певец Собинов в течение 10 лет ежегодно устраивал концерты в пользу нуждающихся студентов Московского университета. Поступления от «собиновских концертов» в кассу общества за это время составили 45 тыс. рублей.
Кроме избираемых, в соответствии с уставом общества, были также почётные члены по должностям:
- Московский Генерал Губернатор,
- Попечитель Московского учебного округа,
- Губернский Предводитель дворянства,
- Ректор Московского университета,
- Московский Городской Голова.

На рубеже XIX—XX вв. общество ежегодно расходовало на различные нужды студентов до 80 тыс. рублей, превосходя, как по численности своих членов, так и по масштабам своей деятельности все другие подобные организации. В 1878 году на эти цели было израсходовано 1300 рублей, в 1913 году — свыше 44 тыс. рублей. В отдельные годы за счёт средств общества от платы за обучение освобождалось до одной пятой части всех студентов университета.
Помимо полной и частичной оплаты обучения оказывались и другие виды помощи студентам: выдавались пособия и ссуды, назначались стипендии из специального фонда. В начале 1890-х гг. общество выступало инициатором организации первых студенческих столовых, в которых студенты по билетам Комитета общества могли пользоваться бесплатными обедами. Средства на устройство двух комитетских столовых («большой» — на Малой Бронной улице и «малой» — на Плющихе) предоставили московские благотворительницы Базанова и её дочь В. П. Кельх, они же покрывали затем и расходы на их содержание. В 1899 году выпускник университета, предприниматель С. Т. Морозов пожертвовал 20 тыс. рублей на устройство ещё одной (платной) столовой для студентов университета.
Общество помогало студентам и в трудоустройстве. Сначала эта помощь выражалась в бесплатном размещении объявлений об уроках, переводах и других занятиях на страницах ежедневной газеты «Русские ведомости» редактором которой был выпускник университета В. М. Соболевский, а с 1898 года было открыто специальное «Бюро для приискания занятий студентам», нуждающимся в дополнительном заработке во время обучения.
Общество обеспечивало оказание медицинской помощи малообеспеченным студентам: вносило плату за их лечение в Екатерининской больнице, а также наладило обеспечение студентов лекарствами на льготных условиях, заключив соглашение с владельцами аптек и Обществом русских врачей.
В 1902 году по проекту архитектора К. К. Гиппиуса на Малой Бронной улице, дом 4, был построен доходный дом Общества.
Благодаря поддержке, которую университетское благотворительное общество на протяжении 43 лет (до своего закрытия в 1917 году) оказывало нуждающимся студентам, многие из них получили возможность успешно окончить курс обучения в Московском университете.

### Председатели Комитета
- Иван Иванович Красовский (1874—1876)
- Митрофан Павлович Щепкин (1876—1879)
- Павел Алексеевич Капнист (1880—1887)
- Василий Васильевич Давыдов (1888—1891)
- Эспер Николаевич Сумбул (1892—1896)
- Сергей Сергеевич Корсаков (1896—1900)